# Liste der Kardinalskreierungen Johannes’ XI.
Papst Johannes XI. (931–936) kreierte nur einen Kardinal.

## Kardinalskreierung zwischen 931 und 936
- Leo, Kardinalpriester von San Sisto, ab Januar 936 Papst Leo VII., † 13. Juli 939